# 백승훈 (희극인)
백승훈(1985년 4월 8일 ~ )은 대한민국의 희극인이다.

## 출연 작품
- 폭소클럽 (KBS)
- 개그투나잇 (SBS)
  - 대한민국1% (2012.11.24 ~ 2012.12.01)
  - 왜 그래? (2012.04.28)
- 웃찾사 (SBS)
  - 김대박 (2010) 진행자 역
  - 부장아재 (2016.06.03 ~ 2016.10.12) 백부장 역
  - 키키크루 (2016.12.28 ~ 2017.03.15)